# 雷恩斯维尔 (阿拉巴马州)
雷恩斯维尔（英語：Rainsville）是美国阿拉巴马州下属的一座城市。面积约为20.56平方英里（约合53.26平方公里）。根据2010年美国人口普查，该市有人口4,948人，人口密度为240.63/平方英里（约合92.9/平方公里）。